# Oblast de Tambov
O oblast de Tambov (ou Tambóvia; em russo: Тамбо́вская о́бласть; romaniz.: Tambóvskaia óblast) é uma divisão federal da Federação da Rússia. O seu centro administrativo é a cidade de Tambov. De acordo com o censo populacional de 2010, tinha uma população de 1 091 994 habitantes.